# Coppa Italia Dilettanti (Fase Interregionale) 1985-1986
La fase Interregionale della Coppa Italia Dilettanti 1985-1986 è un trofeo di calcio cui partecipano le squadre militanti nel Campionato Interregionale 1985-1986. Questa è la 5ª edizione. La vincitrice si qualifica per la finale della Coppa Italia Dilettanti 1985-1986 contro la vincitrice della fase Promozione.

## Primo turno
| Squadra 1           | Totale          | Squadra 2             | Andata     | Ritorno    |
| ------------------- | --------------- | --------------------- | ---------- | ---------- |
| PRIMO TURNO         | PRIMO TURNO     | PRIMO TURNO           | 01.09.1985 | 08.09.1985 |
| (VEN) Conegliano    | 0 – 2           | Opitergina (VEN)      | 0 – 2      | 0 – 0      |
| (FVG) Fontanafredda | ?               | Vittorio Veneto (VEN) | ?          | 0 – 4      |
| (FVG) Pro Gorizia   | 3 – 1           | Jesolo (VEN)          | 1 – 0      | 2 – 1      |
| (FVG) Manzanese     | 1 – 1 (3-5 dtr) | Trivignano (FVG)      | 1 – 0      | 0 – 1      |
| (LAZ) Formia        | 4 – 0           | Fondi (LAZ)           | 4 – 0      | 0 – 0      |
| (PUG) Bisceglie     | 1 – 3           | Manfredonia (PUG)     | 0 – 2      | 1 – 1      |
| (PUG) Ostuni        | 1 – 2           | Fasano (PUG)          | 1 – 1      | 0 – 1      |
| (PUG) Lucera        | ? – ?           | Ariano (CAM)          | ? – ?      | 0 – 1      |
| (PUG) Toma Maglie   | ? – ?           | Matino (PUG)          | 1 – 1      | ? – ?      |
| (PUG) Corato        | 7 – 1           | Soccer Trani (PUG)    | 4 – 0      | 3 – 1      |
| (BAS) Pro Matera    | 1 – 2           | Mesagne (PUG)         | 0 – 2      | 1 – 0      |
| (PUG) Canosa        | ? – ?           | Lavello (BAS)         | 3 – 2      | ? – ?      |
| (BAS) Policoro      | 0 – 6           | Castrovillari (CAL)   | 0 – 3      | 0 – 3      |

## Secondo turno
Il Formia elimina Spes OMI Roma (2–1) e Latina (1–0).
```
15.09.1985 Pro Gorizia - Opitergina  0-1
25.09.1985 Trivignano - Pro Gorizia  0-1
02.10.1985 Opitergina - Trivignano   ?-?
```

## Sedicesimi di finale
| Squadra 1    | Totale | Squadra 2     | Andata | Ritorno |
| ------------ | ------ | ------------- | ------ | ------- |
| (LAZ) Formia | 4 – 3  | Sarnese (CAM) | 4 – 2  | 0 – 1   |

## Ottavi di finale
| Squadra 1    | Totale | Squadra 2              | Andata | Ritorno |
| ------------ | ------ | ---------------------- | ------ | ------- |
| (LAZ) Formia | 3 – 1  | Elettrocarbonium (UMB) | 2 – 0  | 1 – 1   |

## Quarti di finale
| Squadra 1    | Totale | Squadra 2    | Andata | Ritorno |
| ------------ | ------ | ------------ | ------ | ------- |
| (LAZ) Formia | 1 – 0  | Scicli (SIC) | 1 – 0  | 0 – 0   |

## Semifinali
| Squadra 1    | Totale      | Squadra 2     | Andata | Ritorno |
| ------------ | ----------- | ------------- | ------ | ------- |
| (LAZ) Formia | 3 – 3 (dtr) | Mesagne (PUG) | 2 – 1  | 1 – 2   |
| (LAZ) ALMAS  | ?           | ?             | ?      | ?       |

## Finale
| Squadra 1    | Totale | Squadra 2   | Andata | Ritorno |
| ------------ | ------ | ----------- | ------ | ------- |
| (LAZ) Formia | 3 – 2  | ALMAS (LAZ) | 2 – 2  | 1 – 0   |